# Медуза Іруканджі

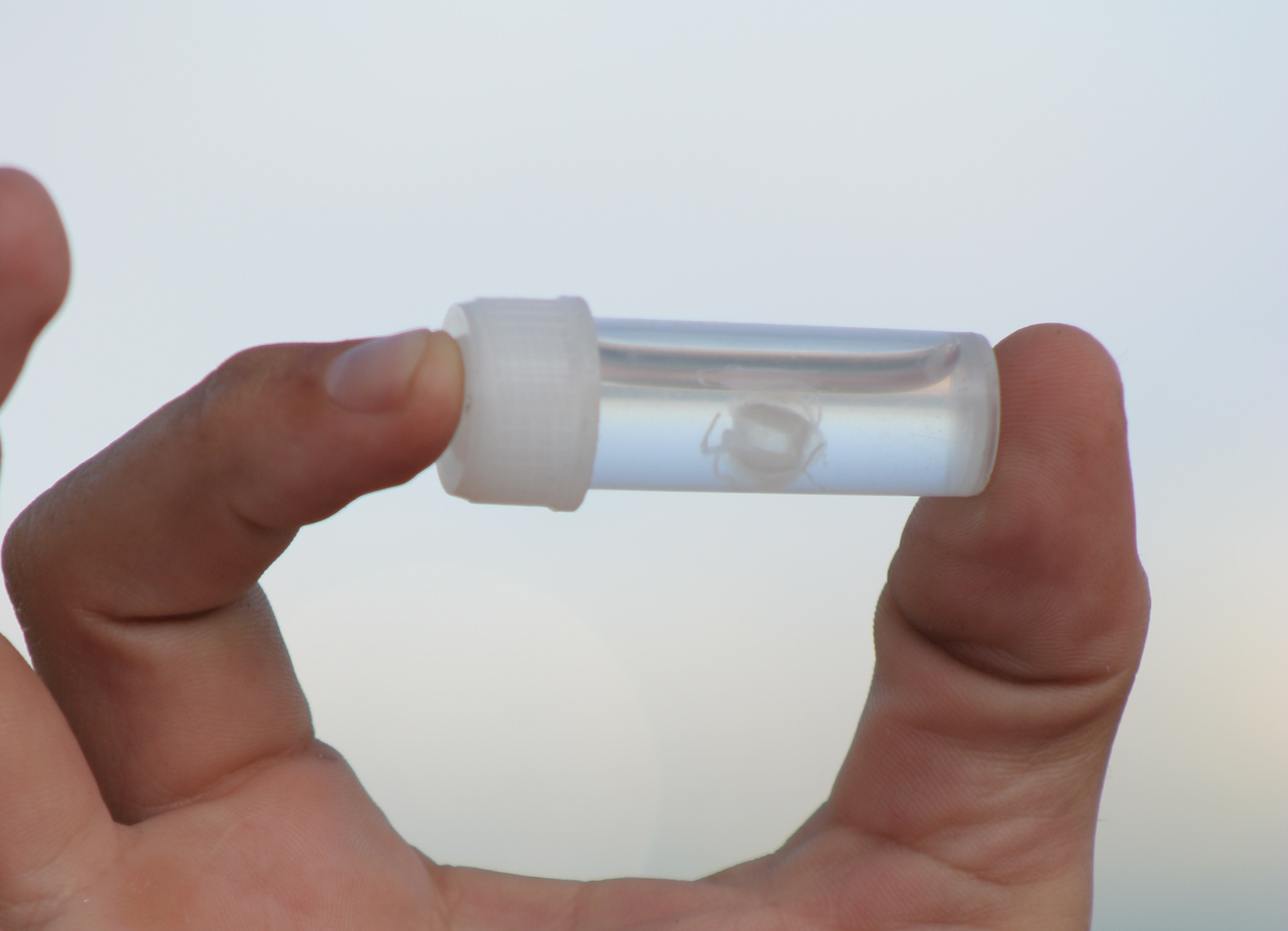
Malo kingi у прозорому пластиковому флаконі

Медуза Іруканджі — це будь-який із кількох подібних надзвичайно отруйних видів рідкісних медуз. З дуже маленьким розміром, приблизно кубічний сантиметр (1 см 3), вони водночас найменші та одна з найотруйніших медуз у світі. Вона живе у північних морських водах Австралії.
Синдром Іруканджі був названий у 1952 році Хьюго Флекером, який вперше описав симптоми отруєння цією медузою. Синдром був названий на честь народу Іруканджі, регіон якого простягається вздовж прибережної смуги на північ від Кернса, Квінсленд.

## Ареал
Медуза Іруканджі існує в північних водах Австралії.

## Біологія

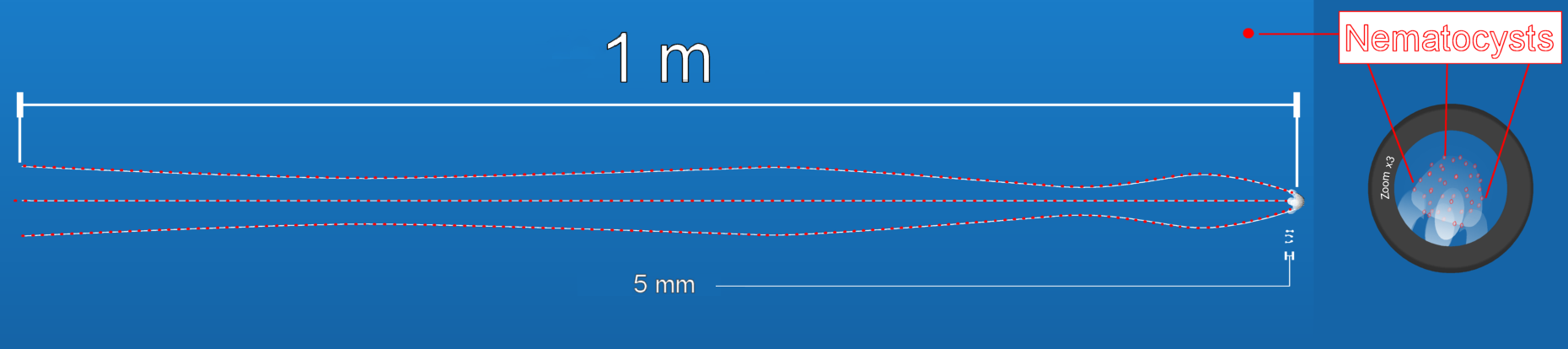
Масштабна ілюстрація медузи Іруканджі та її щупалець. Під дзвоником медузи є дві форми поліпа цього виду.

Медуза Іруканджі дуже маленька, з дзвоном близько 5 мм до 25 мм ширини, чотири довгі щупальця, довжина яких коливається від кількох сантиметрів до 1 м у довжину.
Зрілі Іруканджі Malo maxima зазвичай мають кільця тканини, схожі на ореол, навколо чотирьох щупалець.
Через невеликі розміри і прозоре тіло Іруканджі, її дуже важко побачити у воді.
Дуже мало відомо про життєвий цикл і отруту медузи Іруканджі.

## Укус
На відміну від більшості медуз, які мають жала лише на щупальцях, в іруканджі також є жала на дзвоні.
Медуза Іруканджі має здатність стріляти жалами з кінчиків своїх щупалець і впорскувати отруту. Укуси медузи Іруканджі настільки сильні, що можуть спричинити смертельні крововиливи в мозок і в середньому щорічно направляти до лікарні 50-100 людей.
У період з 1 січня до початку грудня 2020 року було зафіксовано 23 укуси, сім з яких вимагали госпіталізації через синдром Іруканджі.

## Синдром Іруканджі
Синдром Іруканджі викликається невеликою кількістю отрути. Отрута містить катехоламіни та модулятор натрієвих каналів. Викликає нестерпні судоми м'язів в руках і ногах, сильний біль у спині та нирках, відчуття печіння шкіри та обличчя, головний біль, нудоту, неспокій, пітливість, блювоту та збільшення частоти серцевих скорочень і артеріального тиску.
Укус викликає помірне подразнення; тяжкий синдром затримується на 5–120 хвилин (в середньому 30 хвилин). Симптоми тривають від годин до тижнів, і потерпілі зазвичай потребують госпіталізації.
Лікування симптоматичне з антигістамінними та антигіпертензивними препаратами, які використовуються для контролю запалення та гіпертензії ; внутрішньовенні опіоїди, такі як морфін і фентаніл, використовуються для контролю болю.
При правильному лікуванні один укус зазвичай не є смертельним, але підтверджено, що двоє людей в Австралії померли від укусів Іруканджі у 2002 році під час серії випадків на північному узбережжі Австралії, пов'язаних з цими медузами.